# چاه آرتزین

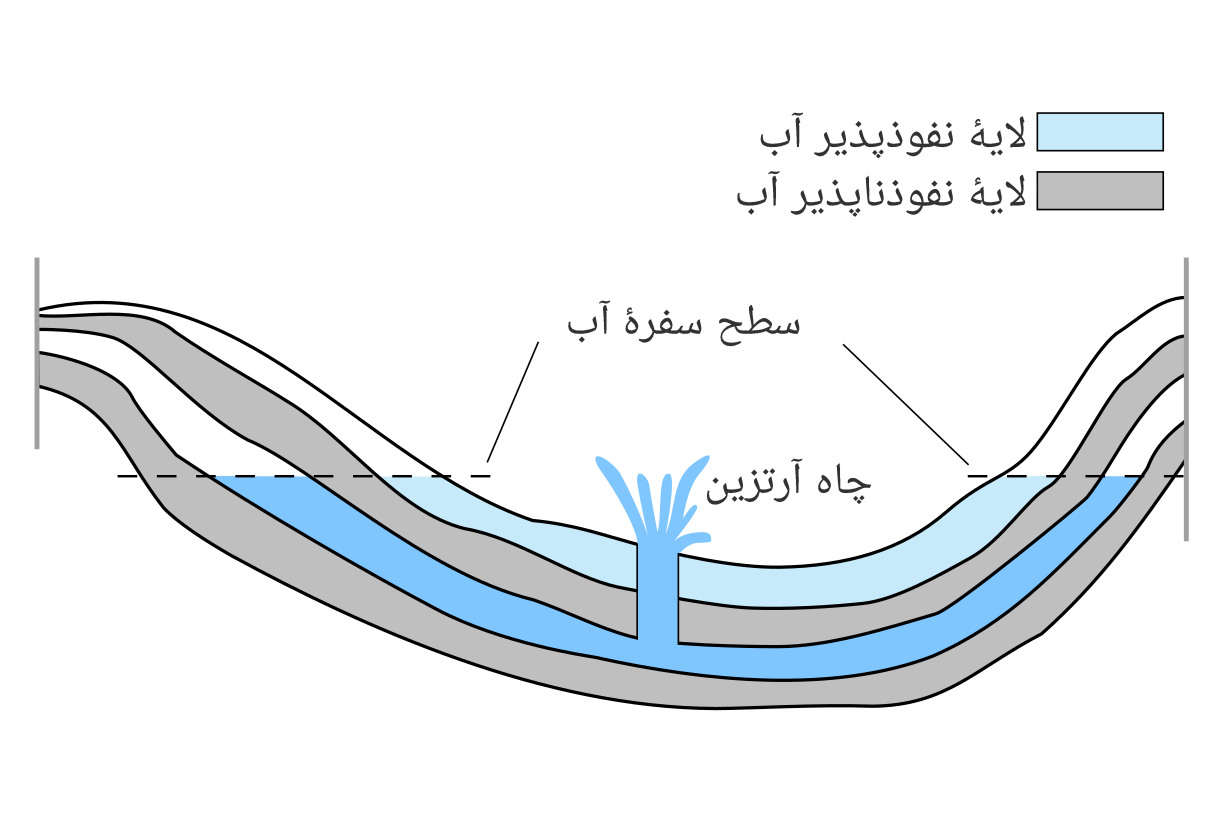
چاه آرتزین

چاه آرتزین (به فرانسوی: Artésien) گونه‌ای چاه (ساخته انسان) است که یک جریان آب دائمی را تأمین می‌کند. در چاه آرتزین، آب با فشار مربوط به موازنه آب‌های ساکن (فشار هیدروستاتیک) مجبور به بالا آمدن از دهانه چاه می‌شود بدون اینکه نیاز به وارد آوردن نیرویی دیگر باشد. این  فشار به علت مخرج چاه است که در عمقی زیر سطح منبع آب قرار دارد (سطح پیزومتریک).
عمق چاه‌های آرتزین متفاوت است. گروهی از این چاه‌ها تنها چند متر عمق دارند اما ژرفای پاره‌ای از آن‌ها به صدها متر می‌رسد. چاه‌های آرتزین به ویژه برای آبیاری مناطق نیمه خشک مانند دشت‌های بزرگ ایالات متحده آمریکا و قسمت‌هایی از استرالیا با ارزش هستند.
هرگاه ارتفاع آب در داخل چاه بالاتر از سطح لایه آبدار اطراف آن باشد یا تحت فشار از چاه بیرون بریزد چاه آرتزین گویند.در چاه آرتزین، آب به صورت یک چشمه ی گرم از مخازن زیرزمینی به بالا فوران می کند. نام آن از اسم محلی به نام آرتوا در شمال فرانسه اقتباس شده، زیرا اولین چاه اروپایی از این نوع پیش از ۸۰۰ سال پیش در آنجا حفر شده بوده است. چاههای آرتزین در شرایط معینی بوجود می آیند. مثلا” باید حتما” یک طبقه ی شن یا سنگ خلل و فرج دار بین دو طبقه سنگ سخت که مانع عبور آب شود وجود داشته باشد.
در بعضی جاها این طبقه ی خلل و فرج دار نزدیک سطح زمین است، بطوری که آبهای حاصله از باران و برف در آن فرو خواهد رفت و در آنجا میان دو قسمت سخت که بدان اشاره شد جمع می شوند. این دو طبقه در بالا و پایین آبها قرار گرفته است و با فشار زیاد آبهای زندانی را در خود نگه می دارند تا موقعی که به توسط انسان خلاص گردد. وقتی یک منفذ فقط به پهنای چند سانتیمتر بطور مستقیم از لایه ی محکم سنگی کنده شد و به طبقه ی شنی رسید، آب آزاد می شود و با فشار زیاد به طرف سطح بالا می آید.
چینی ها و مصریان قدیم چاههای آرتزین حفر کرده بودند. بعضی از چاههای قدیمی تر اروپایی احتیاج به شش یا هشت سال حفاری داشته است، اما ماشین ها و دستگاههای جدید حفاری انجام این کار را بسیار سریع و آسان ساخته است.
در نزدیکی اجمونت در داکوتای جنوبی، دو چاه به عمق تقریبا” ۳۰۰۰ پا کنده شده که روزانه ۱۱ میلیون گالن آب از آنها بدست می آید. این آب که از این چنین عمقی بالا می آید در سطح زمین دارای حرارتی معادل ۱۰۰ درجه فارنهایت می باشد. آب چاه دیگری در این ناحیه حتی از این هم حرارت بیشتری دارد! چندین شهر بزرگ در آمریکا و نیز در بسیاری از نواحی لندن، قسمتی یا همه ی آب مورد احتیاج خود را از چاههای آرتزین بدست می آورند. بزرگترین ناحیه ی چاههای آرتزین در استرالیا واقع شده است.نمونه های از این نوع چاه در شهر رشت ومحله سیاه اسطلخ وجود دارد که افراد محلی میگویند حفر این چاه ها سنی 150ساله دارد و به دست مهندسان آلمانی ساخته شده است.
حامد جهانتاب

## ریشه‌شناسی
نام آرتزین برگرفته از کلمه آرتوآ (به فرانسوی: Artois) است که نام استانی قدیمی در فرانسه است. قدیمی‌ترین چاه‌های آرتزین حفر شده در این ناحیه مشاهده شده‌اند.

## نگارخانه

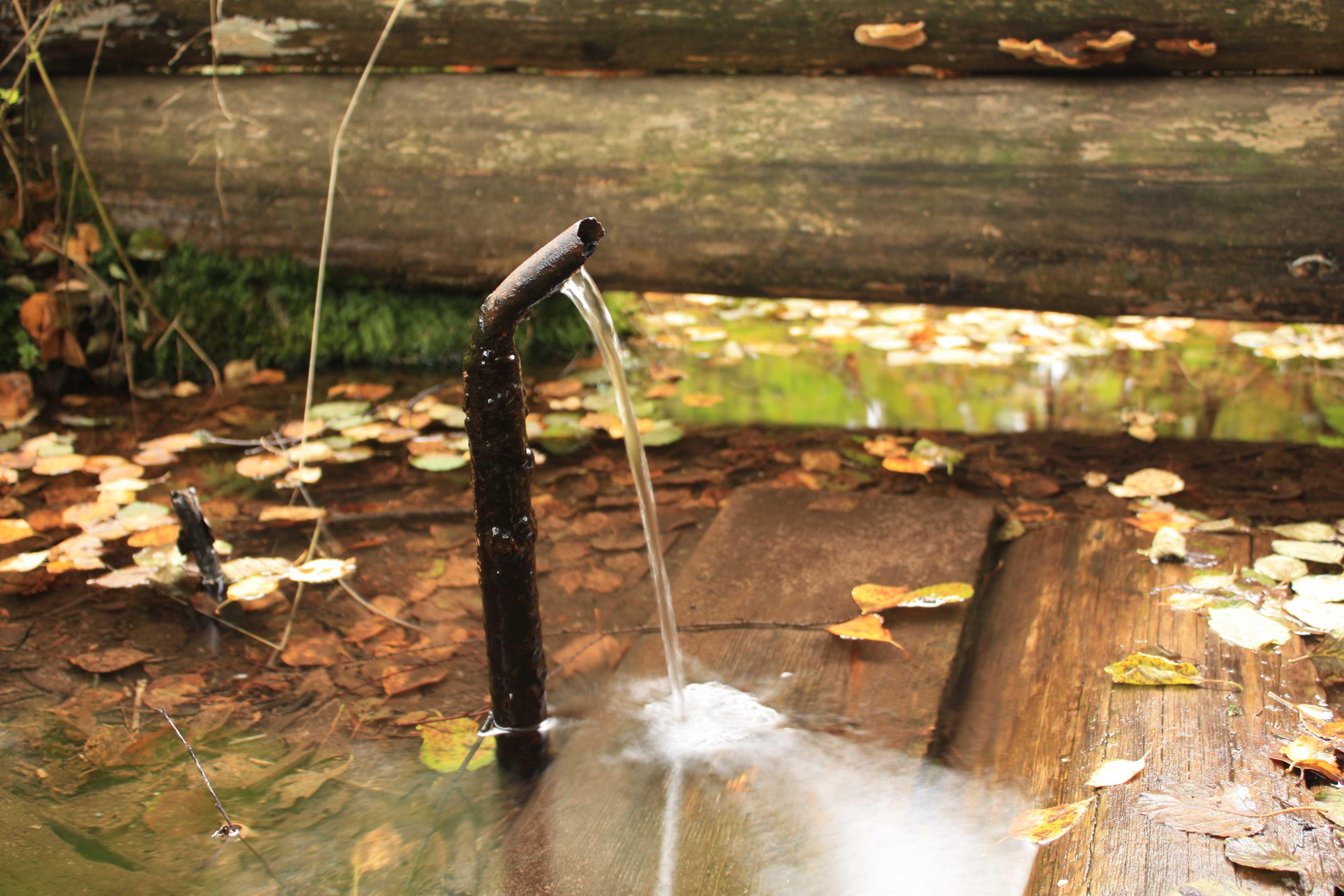
در فنلاند
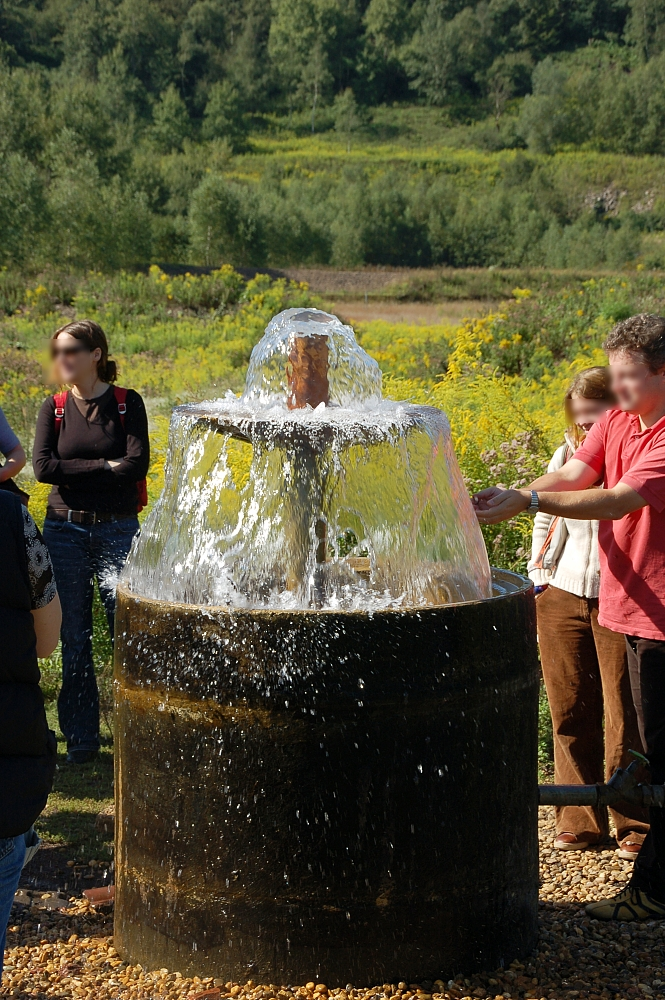
در آلمان
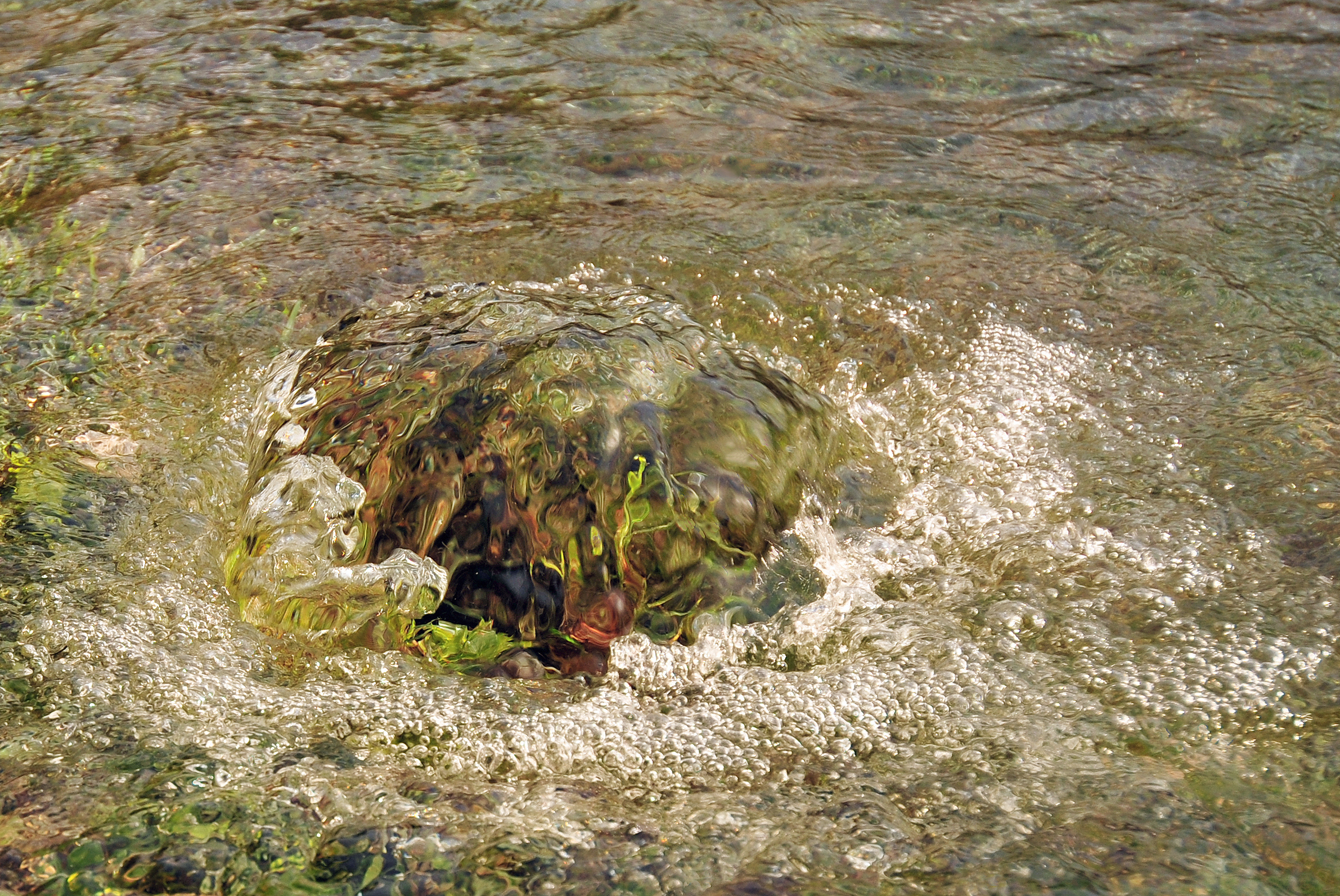
در ایتالیا
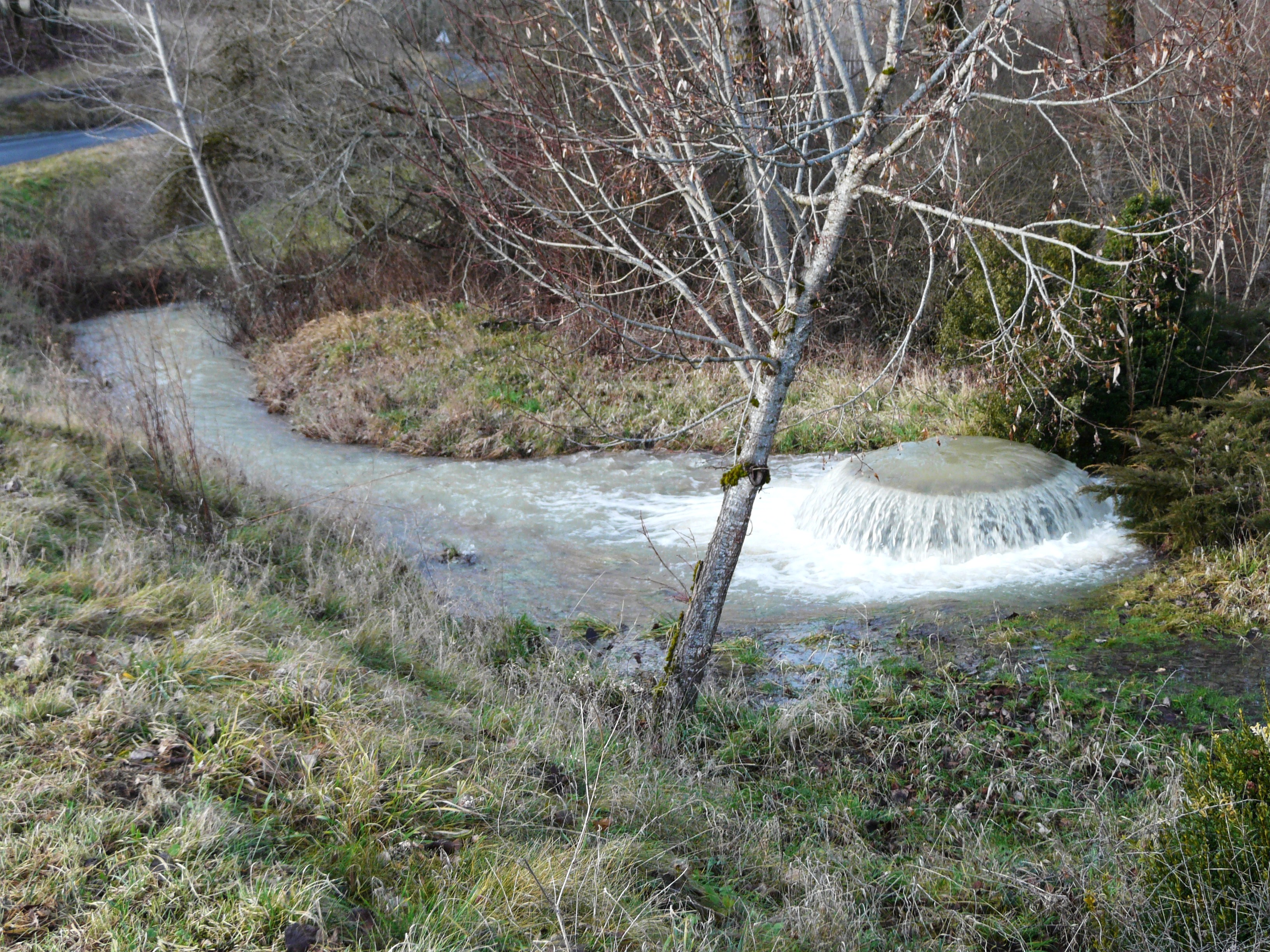
در فرانسه